# 중앙아메리카꼬마땃쥐
중앙아메리카꼬마땃쥐(Cryptotis orophila)는 땃쥐과에 속하는 포유류의 일종이다. 온두라스 북부 해안에서 코스타리카 중부 지역까지의 고지대와 중고도 지역에서 발견된다. 엘살바도르와 온두라스, 니카라과, 코스타리카에서 발견된다. 2002년까지 북아메리카꼬마땃쥐의 아종의 하나로 간주했다.